# A-NSE
Pour les articles homonymes, voir ANSE.
La société A-NSE (Aero-Nautic Services & Engineering) est une entreprise française fondée en 2010, cofondée par le vice-amiral d'escadre Patrick Hébrard,. Elle est spécialisée dans la conception, la fabrication et l'exploitation de ballons dirigeables et de ballons captifs pour des missions civiles et militaires nécessitant une permanence en altitude,,.

## Histoire

### Création
Depuis sa création en 2010, la société A-NSE s'est forgée une expertise dans la conception et la fabrication d’aérostats. La société propose aujourd'hui une gamme élargie d’aérostats depuis de toutes petites unités(T-C60 S de 40 m3) jusqu'à des très grandes (T-C350 - 1 200 m3). Ces systèmes trouvent des applications variées avec toutefois une orientation marquée vers les missions de surveillance permanente, de renseignement ou de relais de communication.
Installé initialement à l'aéroport d'Angoulême, la société a conçu puis testé son concept d'amerrissage de ballons dirigeables avec l'A-N400. Plus de 1 200 heures de vol instrumentées à travers toute la France ont été nécessaires à la qualification du système d'amerrissage.

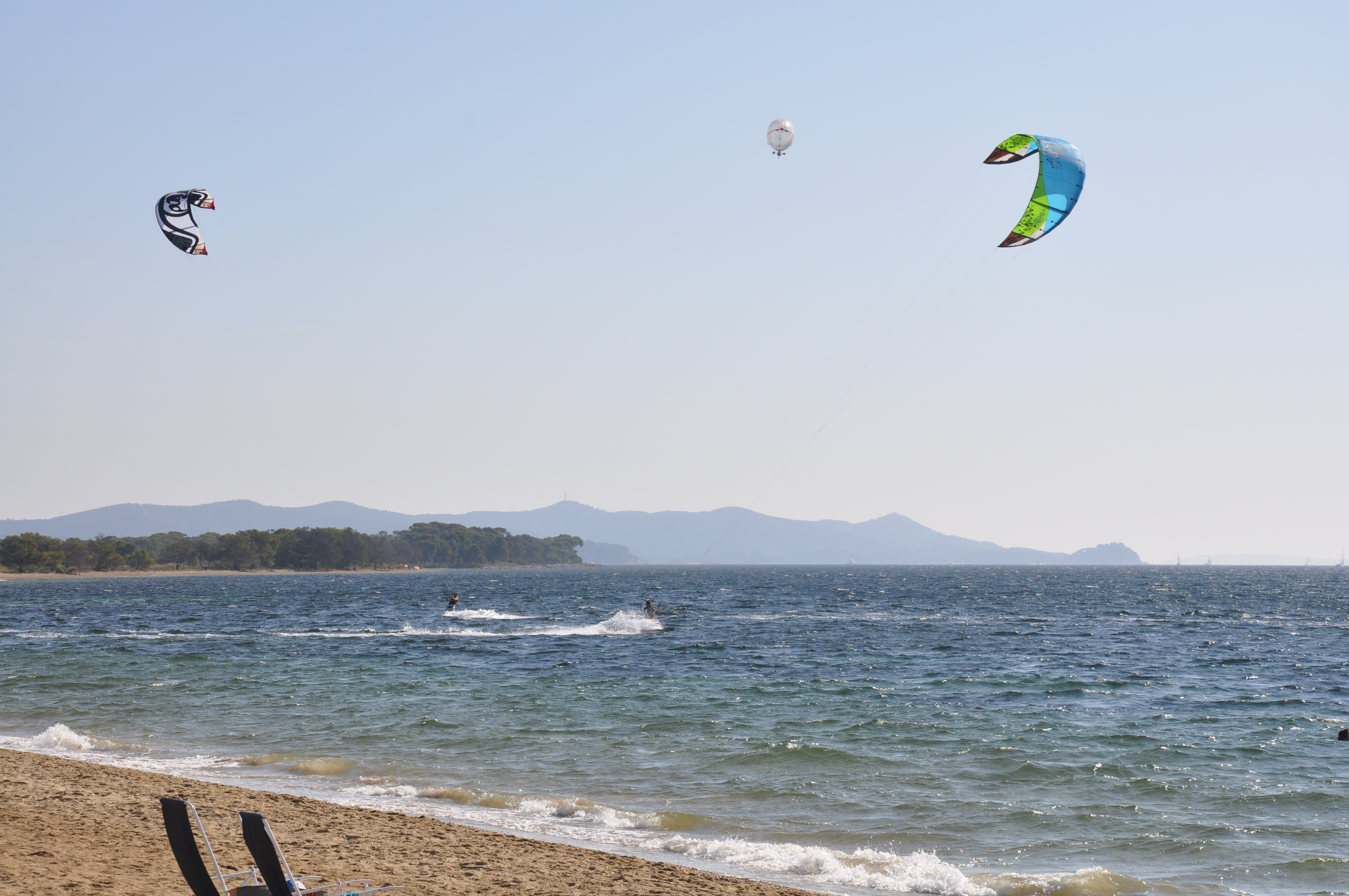
Dirigeable A-NSE dans 25 nœuds de vent à Hyères-Toulon, en 2011.

Dès 2011, la société réalise des démonstrations, notamment pour le compte de la Marine Nationale sur la base aéronaval de Hyères-Toulon puis en 2013 pour le compte de l'Armée de terre.

### Développement
En 2012, la société s'installe finalement à l'aéroport international du Castellet.

En 2013 et en 2015 la société expose ses ballons captifs de surveillance T-C350 et T-C60 au Salon du Bourget, en partenariat avec Safran Electronics & Defense[réf. nécessaire].

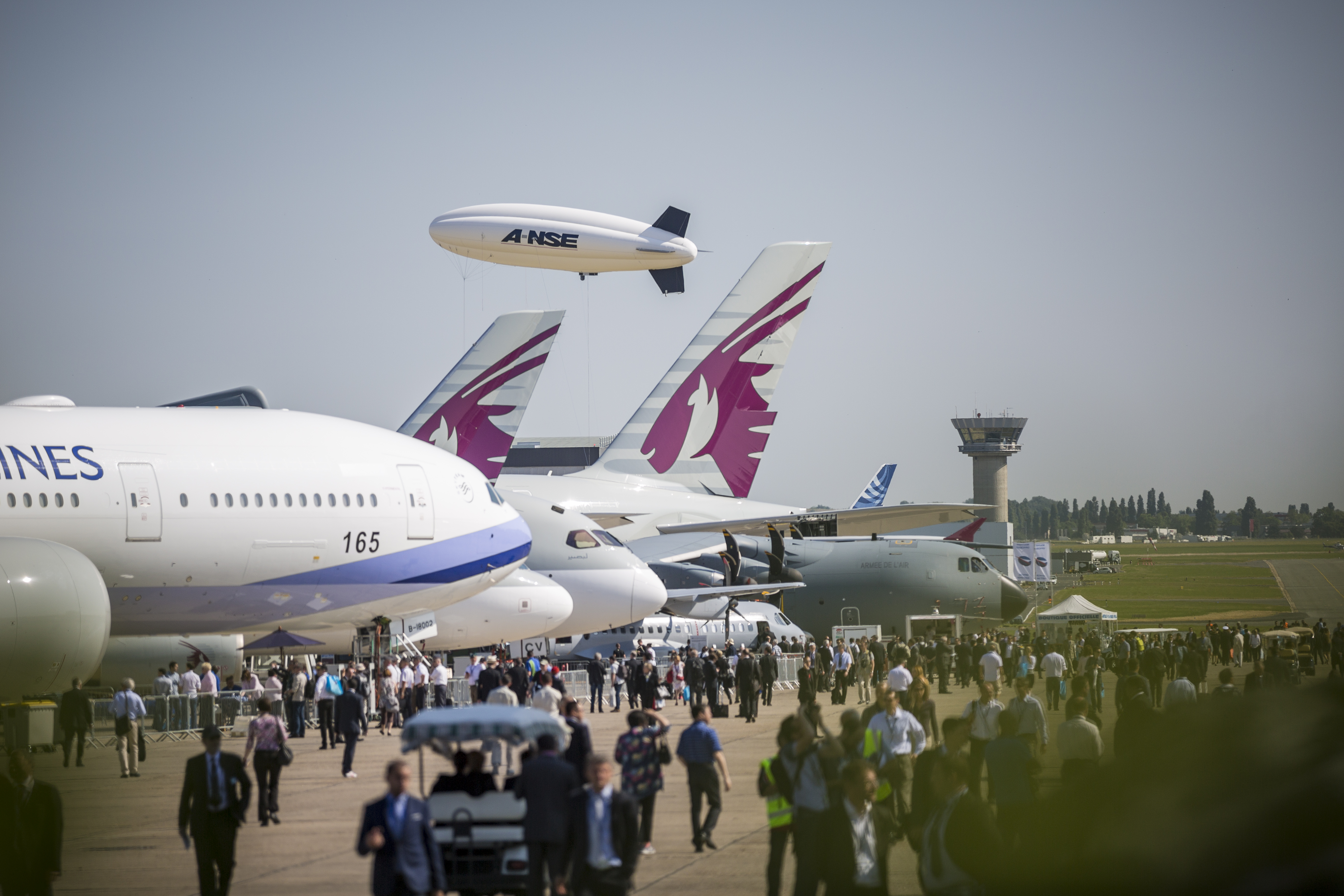
T-C350 exposé au salon du Bourget 2015

En 2016, la société livre un système de surveillance T-C350 au Mali qui fait ses premières preuves seulement deux jours après sa mise en œuvre.

La même année, à Eurosatory, A-NSE se développe et se fait connaitre lors de ce salon international.

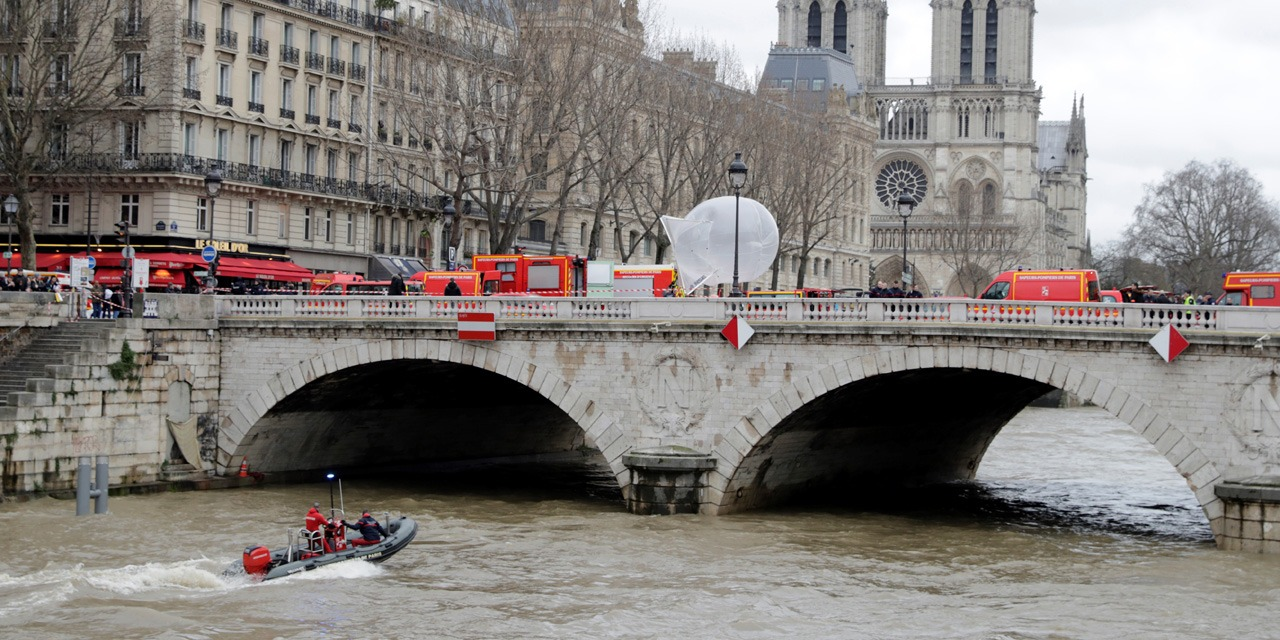
T-C60 en opération utilisé par les Pompiers de Paris, en 2018.

En 2017, les Pompiers de Paris retiennent A-NSE pour leur fournir un système d'observation et de désignation par ballon captif T-C60,,.
En 2018, la préfecture de Police de Marseille et les Forces armées nigériennes retiennent le système T-C60 pour des missions de surveillance longue durée.
En 2019, la société finalise la qualification du système T-C60L spécialement conçu pour être opéré dans la bande Sahélo-Saharienne,. Le T-C350 est déployé en Grèce pour le compte de l'agence européenne Frontex. 
Le 29 octobre 2019 est ouverte une procédure de sauvegarde, qui est close le 23 octobre 2020.
En juin 2020, la société déménage son site de production dans la zone industrielle Athélia de La Ciotat. Les essais en vol sont désormais réalisés sur le site du C2RD (Centre Régional de Ressource Drone) de Pourrières.
En 2020, la société fournit des aérostats équipés aux forces armées nigériennes
En 2021, A-NSE est choisie par la Bundeswehr pour fournir avec l'équipementier Rheinmetall un système de la gamme stratégique (T-C350L - 1 200 m3)et fournit aux forces armée de Côte d'Ivoire deux systèmes équipés tactiques (T-C60 L).
Durant l'été 2021 puis en 2022, A-NSE remporte l'appel d'offres avec le bataillon de marins-pompiers de Marseille pour une mission, avec un système T-C60 L, de détection des départs de feux dans le parc national des Calanques et les alentours de Marseille,,.
En 2022, A-NSE rachète la société EONEF et peut désormais s’appuyer sur des ressources renforcées pour développer et fabriquer ses produits sur les marchés environnementaux.
En 2023 puis en 2024[pas clair] A-NSE créé e-lium, le premier véhicule 100 % français et 100 % électrique qui porte plus de 100 kg de charge utile pendant plus d'une heure de vol,.

## Produits
Les systèmes de surveillance A-NSE se décomposent en deux grandes familles pour les produits captifs T-C60 et T-C350, ainsi que la nouvelle gamme de ballons stratosphériques et e-lium depuis 2023.

### T-C60

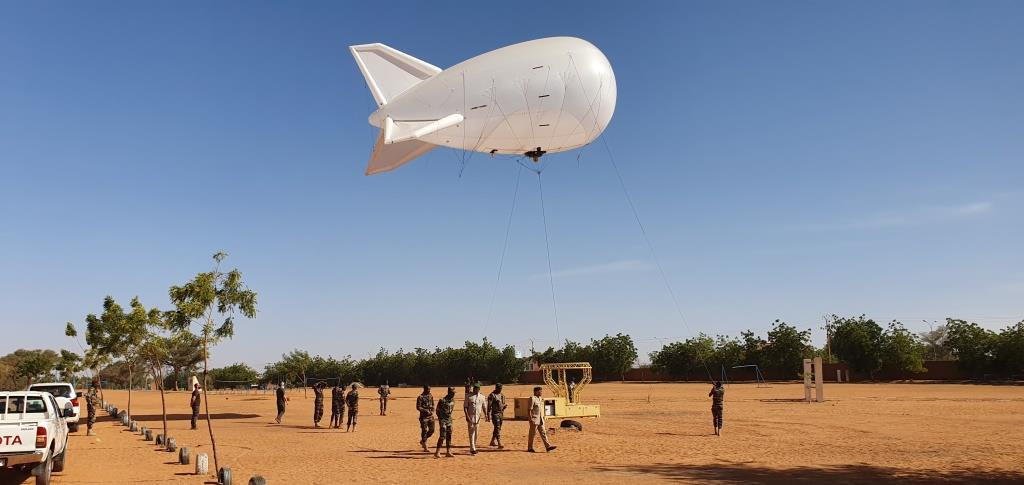
Système T-C60L

La gamme tactique T-C60 est utilisée pour des missions de relais de communication ou de surveillance optique : elle embarque une charge utile de 30 kg qui permet d'atteindre des portées de plus de 20 km. La gamme T-C60 est tractable sur une remorque ou en mer jusqu'à 60 km/h afin d'assurer des missions mobiles.
Le T-C60L est le premier aérostat captif opérationnel à bord d'un  porte-hélicoptères amphibie (PHA) de classe Mistral de la Marine nationale française,

### T-C350

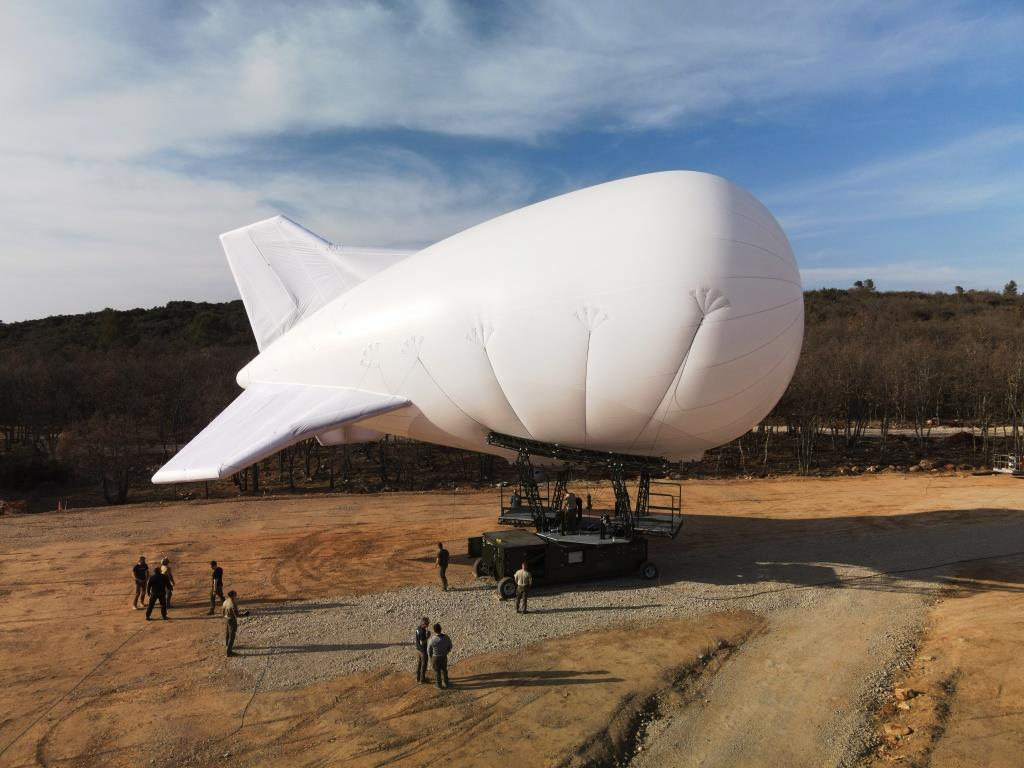
Ballon de type T-C350 opéré par la société française A-NSE sur son site d'essais (Var).

La gamme permanente T-C350 : pour des missions de relais de communication, de surveillance optique et radar et de guerre électronique : elle embarque une charge utile de 200 kg qui permet d'atteindre des portées de plus de 100 km.
La société a également développé des solutions techniques permettant d'augmenter la tenue au vent et l’autonomie de ces appareils afin de les rendre plus opérationnels[évasif][passage promotionnel].

### e-lium
La gamme e-lium compte plusieurs modèles dont les modèles cargos (de 100 à 450 kg) et transport VIP (de 1 à 6 pax).

### Ballons Stratosphériques
Dès 2023, la société embarque sur le programme STRATOBUS et en 2025 le CNES signe une convention de partenariat avec A-NSE,pour donner un nouvel élan à l’innovation dans le secteur de l'aérostation stratosphérique.
Une gamme de ballons stratosphériques est développée et s'insère dans la stratégie pour la Très Haute Altitude du ministère des armées.